# Tachigali pulchra
Tachigali pulchra är en ärtväxtart som beskrevs av John Duncan Dwyer. Tachigali pulchra ingår i släktet Tachigali och familjen ärtväxter. Inga underarter finns listade i Catalogue of Life.